# پوند بالا (کالینینگراد)
پوند بالا (انگلیسی: Upper Pond) یک دریاچه در استان کالینینگراد کشور روسیه است.